# LG G3 A
LG G3 A는 LG전자가 SK텔레콤의 요청으로 SK텔레콤을 통해 2014년 8월 8일 출시한 LG G3의 파생 모델이다. 스펙은 LG G2와 같지만 디자인은 LG G3와 비슷하다. 디자인은 G3와 거의 동일하지만 배터리 커버에 헤어라인이 아닌 3D 메탈릭 프린팅 기법을 사용하여 다른 느낌을 주었다.

## 운영체제 / 소프트웨어

### 안드로이드 4.4 킷캣
G3 A는 4.4 킷캣을 탑재하여 출시했다.

### 안드로이드 5.0.2 롤리팝
2015년 3월 31일 5.0.2 롤리팝 오픈소스가 공개되었고 업데이트는 2015년 4월 7일에 시행되었다. 업데이트로 UI가 개선되고 램 누수 문제와 배터리 소모 문제를 개선하였다.

## 특수 기능

### T액션
폰을 회전하면 전화 받기, 문자 수신 후 바로 전화 걸기, 셀카, 다음 곡 재생, 이전 페이지 이동, 알람 끄기를 사용할 수 있는 기능이다.

### 안심클리너
휴대폰을 충전하는 동안 악성 앱 검사, 소프트웨어 업그레이드 등을 자동으로 실행하여 최신 상태로 유지하는 기능이다. 공공장소에 단말기 방치 시 휴대폰의 움직임을 감지하여 알람이 울려 분실 보호도 됨

### 레이저 오토 포커스
레이저를 이용해서 사진의 초점을 빠르게 잡는 기능이다. 야간 촬영 시 피사체의 위치를 찾기 어려울 때 유용하며, LG G3에서 처음 시작되었다.

## 색상
- 티탄
- 화이트

## 같이 보기
- LG G2
- LG G3
- LG G3 비트
- LG G3 Cat.6
- LG Gx2
- LG G3 스크린